# Droga międzynarodowa M27 (Ukraina)
Droga międzynarodowa M27 (ukr. Автошлях М 27) – droga „znaczenia międzynarodowego” na Ukrainie, w całości na terenie obwodu odeskiego.
Łączy peryferyjne dzielnice Odessy z Czarnomorskiem. Długość trasy wynosi 14 km.
Do 1 stycznia 2013 roku posiadała oznaczenie drogi krajowej N04.